# 出羽堀
出羽堀（でわぼり）は、埼玉県越谷市を流れる利根川水系綾瀬川支流の河川。

## 概要
県民健康福祉村付近の末田用水から分水し（三ツ又堰）、南東に流れる。南越谷3丁目付近で南に折れ、綾瀬川に合流する。江戸時代の慶長から元和年間の間に越ヶ谷領の土豪である会田出羽が湿地を干拓して水路を開削し、出羽堀が造られた。現在は上流端から約1.4 kmまでを用水路、それより下流は都市下水路として利用されている。越谷市によって遊歩道などの整備が実施されている。流路の延長は約4km。

## 橋梁
- 名称不明
- （七左ェ門通）
- （国道4号）
- 名称不明
- （埼玉県道161号越谷川口線）
- 名称不明
- 武蔵野線
- 七左一の橋
- 出羽橋（埼玉県道324号蒲生岩槻線）
- 西浦橋（槍先通）